# Rudolf Nierlich
Rudolf Nierlich detto Rudi (Bad Ischl, 20 febbraio 1966 – Bad Ischl, 18 maggio 1991) è stato uno sciatore alpino austriaco, campione del mondo nello slalom gigante e nello slalom speciale a Vail 1989 e nello slalom gigante a Saalbach-Hinterglemm 1991. Fu in grado di ottenere otto successi in Coppa del Mondo tra il finire degli anni ottanta e i primi anni novanta e di vincere la Coppa Europa nel 1986.

## Biografia

### Stagioni 1984-1987
Specialista delle prove tecniche originario di Sankt Wolfgang im Salzkammergut, Nierlich ottenne il primo risultato di rilievo nel Circo bianco ai Mondiali juniores di Sugarloaf 1984 vincendo la medaglia d'oro nello slalom gigante. Conquistò i suoi primi punti in Coppa del Mondo il 17 dicembre 1984 a Madonna di Campiglio, giungendo 15º nella combinata della 3-Tre, e nella stessa stagione in Coppa Europa vinse la classifica di slalom gigante e si classificò 2º in quella generale.
Nel 1985-1986 vinse la Coppa Europa assoluta e terminò nuovamente al primo posto nella classifica di slalom gigante, mentre in quella di slalom speciale fu 2º. L'anno seguente prese parte ai Mondiali di Crans-Montana, sua prima presenza iridata, piazzandosi 7º nel supergigante, e salì per la prima volta sul podio in Coppa del Mondo arrivando 3º, alle spalle dell'austro-lussemburghese Marc Girardelli e dello svizzero Joël Gaspoz, nello slalom gigante disputato il 22 marzo 1987 a Sarajevo.

### Stagioni 1988-1989
Colse la prima vittoria in Coppa del Mondo il 30 gennaio 1988 sulle nevi di Schladming, in slalom gigante; ai successivi XV Giochi olimpici invernali di Calgary 1988, sua unica presenza olimpica, si classificò 5º nello slalom gigante e non terminò lo slalom speciale.
Nel 1989 vinse lo slalom speciale della Männlichen/Jungfrau di Wengen, il 22 gennaio, e partecipò ai Mondiali di Vail riuscendo ad aggiudicarsi la medaglia d'oro sia nello slalom gigante sia nello slalom speciale; a fine stagione in Coppa del Mondo risultò 3º nella classifica di slalom gigante.

### Stagioni 1990-1991
Nel 1990 vinse un'altra classica dello sci alpino, lo slalom speciale della Ganslern di Kitzbühel disputato il 21 gennaio, mentre nel 1991 prese parte ai Mondiali di Saalbach-Hinterglemm, sua ultima presenza iridata, dove vinse nuovamente la medaglia d'oro nello slalom gigante. Quell'anno in Coppa del Mondo risultò 2º nella classifica di slalom gigante, superato dall'italiano Alberto Tomba per 51 punti, e 3º sia in quella generale, sia in quella di slalom speciale.
La breve carriera di Nierlich fu troncata tragicamente all'età di 25 anni a causa di un incidente stradale, avvenuto il 18 maggio 1991 presso il suo paese d'origine; morì poche ore dopo nell'ospedale di Bad Ischl, lo stesso dove era nato. La sua ultima vittoria in Coppa del Mondo rimase così quella ottenuta nello slalom speciale disputato ad Aspen il 10 marzo precedente, mentre il suo ultimo piazzamento in carriera fu il 2º posto colto nello slalom speciale di Coppa del Mondo del 23 marzo a Waterville Valley.

## Palmarès

### Mondiali
- 3 medaglie:
  - 3 ori (slalom gigante, slalom speciale a Vail 1989; slalom gigante a Saalbach-Hinterglemm 1991)

### Mondiali juniores
- 1 medaglia:
  - 1 oro (slalom gigante a Sugarloaf 1984)

### Coppa del Mondo
- Miglior piazzamento in classifica generale: 3º nel 1991
- 23 podi (12 in slalom gigante, 11 in slalom speciale):
  - 8 vittorie (3 in slalom gigante, 5 in slalom speciale)
  - 7 secondi posti
  - 8 terzi posti

#### Coppa del Mondo - vittorie
| Data             | Località           | Paese       | Specialità |
| ---------------- | ------------------ | ----------- | ---------- |
| 30 gennaio 1988  | Schladming         | Austria     | GS         |
| 10 gennaio 1989  | Kirchberg in Tirol | Austria     | GS         |
| 22 gennaio 1989  | Wengen             | Svizzera    | SL         |
| 3 marzo 1989     | Furano             | Giappone    | GS         |
| 10 marzo 1989    | Shigakōgen         | Giappone    | SL         |
| 21 gennaio 1990  | Kitzbühel          | Austria     | SL         |
| 26 febbraio 1991 | Oppdal             | Norvegia    | SL         |
| 10 marzo 1991    | Aspen              | Stati Uniti | SL         |

Legenda:

GS = slalom gigante

SL = slalom speciale

### Coppa Europa
- Vincitore della Coppa Europa nel 1986
- Vincitore della classifica di slalom gigante nel 1985[1] e nel 1986
- 8 podi:
  -  6 vittorie
  -  1 secondo posto
  -  1 terzo posto[senza fonte]

### Campionati austriaci
- 3 medaglie[4]:
  - 2 ori (slalom gigante nel 1987; slalom speciale nel 1989)
  - 1 argento (slalom gigante nel 1988)

### Campionati austriaci juniores
- 3 medaglie[4]:
  - 3 ori (slalom gigante, slalom speciale, combinata nel 1984)